# ウィリアム・グラハム・サムナー

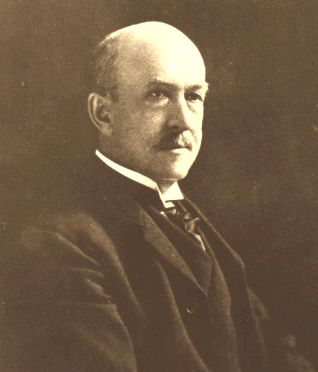
ウィリアム・グラハム・サムナー

ウィリアム・グラハム・サムナー（William Graham Sumner、1840年10月30日 - 1910年4月12日）は、アメリカ合衆国の学者。イェール・カレッジ（イェール大学の旧称）の名物教授だった。博学者であり、アメリカ史、経済史、政治学、社会学、人類学におよぶ広汎な分野の著作を著した。
熱心な経済的自由放任主義の徒であり、自由市場を擁護する一方で反帝国主義を唱え、金本位制を支持した。

## 略歴
ニュージャージー州パターソンに生まれる。イェール・カレッジを1863年に卒業。在学中は学生の秘密結社スカル・アンド・ボーンズに所属していた。その後、留学や牧師としての活動を経て、1872年、イェール大学に新設された政治学・社会学講座の教授に就任した。アメリカ社会学会第2代会長（1908年から1909年まで）。

## 貢献・活動
サムナーの社会学者としての最大の貢献は、伝播、風俗、エスノセントリズムといった概念を発展させたことである。風俗研究を通じて彼は、政府が音頭を取って社会改革を試みても益はないという結論に至った。経済政策についても古典的自由主義を信奉し、自由貿易の実現を頑固に主張した。存命中から彼の信奉者たちによってサムナー・クラブと呼ばれる集まりがあちこちに作られた。
社会主義と共産主義を敵対視し、とりわけ当時アメリカで人気を博していたエドワード・ベラミー（『顧みれば』を1888年に出版）を名指しで非難した。
エドワード・アトキンソン、ムーアフィールド・ストーリー、グロバー・クリーブランドなど当時の多くの古典的自由主義の信奉者たちと同様、対スペイン戦争には反対の立場をとり、その後フィリピンで起こった暴動を鎮圧しようとするアメリカ軍の活動にも反対した。合衆国領土の拡大をめざす拡張政策に反対するため対スペイン戦争後に形成されたアメリカ反帝国主義連盟ではサムナーは副会長を務めた。「合衆国の征服」と題した講演では、帝国主義を痛罵し、軍国主義化に反対する小さな政府の理想を擁護している。サムナーによれば、帝国主義は新たな金権政治の始まりなのであり、政府からの契約と補助金を当てにする実業家たちの傀儡なのである。
1870年代のサムナーの著作はイギリスの社会進化論者ハーバート・スペンサーに想を受けた社会ダーウィニズムの影響が色濃いが、1885年前後からスペンサーの影響は減退している。
サムナーの薫陶をうけた人々として、人類学者のアルバート・ケラー、経済学者のアーヴィング・フィッシャー、人類学的知見を経済学に適用としたソースティン・ヴェブレンらがいる。
日本人では、専修学校（のちの専修大学）創立者となる相馬永胤（法学）および田尻稲次郎（経済学）が、サムナーから経済学、社会学を学んでいる。

## 著作
- Sumner, William Graham. On Liberty, Society, and Politics: The Essential Essays of William Graham Sumner, ed. Robert C. Bannister (Indianapolis: Liberty Fund, 1992). online
- A History of American Currency: with chapters on the English bank restriction and Austrian paper money : to which is appended "The bullion report" (New York: H. Holt and Co., 1874)
- Lectures on the History of Protection in the United States: delivered before the International Free-Trade Alliance (New York:G. P. Putnam's sons, 1877)
- Andrew Jackson as a Public Man (Boston and New York : Houghton, Mifflin and company, 1882)
- What Social Classes Owe to each other (New York: Harper and Bros. 1883)
- Protectionism: the -ism which teaches that waste makes wealth (New York : H. Holt and Company, 1885)
- Alexander Hamilton (New York: Dodd, Mead and Co., 1890)
- The Financier & the finances of the American Revolution (2 vols. New York: Dodd, Mead, and Co., 1891)
- Robert Morris (New York: Dodd, Mead, and Co. 1892)
- A history of banking in all the leading nations: comprising the United States Great Britain Germany Austro-Hungary France Italy Belgium Spain Switzerland Portugal Roumania Russia Holland: the Scandinavian nations Canada China Japan Ed. the editor of the Journal of commerce and commercial bulletin (4 vols. New York : The Journal of commerce and commercial bulletin, 1896)
- Folkways: a study of the sociological importance of usages,manners, customs, mores, and morals (Boston: Ginn and Co., 1906)
- The science of society , with Albert G. Keller, (New Haven :Yale University Press, 1927 London: H. Milford, Oxford University Press, 1927).
- Collected Essays in Political and Social Science (New York: Henry Holt and company, 1885)
- War, and other essays, ed. with introduction, Albert Galloway Keller (New Haven: Yale University Press, 1911)
- Earth-hunger and other essays , ed. Albert Galloway Keller (New Haven: Yale University press, 1913)
- The Challenge of Facts: and Other Essays ed. Albert Galloway Keller (New Haven: Yale University Press, 1914)
- The Forgotten Man, and Other Essays ed. Albert Galloway Keller (New Haven, Yale University Press, 1918)
- Selected Essays of William Graham Sumner, edited Albert Galloway Keller ... and Maurice R. Davie (New Haven: Yale University press, 1934)
- Sumner today: selected essays of William Graham Sumner, with comments American leaders, ed. Maurice R. Davie (New Haven: Yale University Press, 1940
- The forgotten man's almanac rations of common sense from William Graham Sumner, ed. A. G. Keller (New Haven: Yale University Press, 1943)
- Social Darwinism: Selected Essays of William Graham Sumner, ed. Stow Persons (Englewood Cliff, N.J.: Prentice-Hall, 1963).
- The conquest of the United States Spain, and other essays ed. Murray Polner (Chicago:Henry Regnery, 1965)
- "The Conquest of the United States by Spain," Molinari Institute.

## 日本語訳
- 青柳清孝・園田恭一・山本英治訳『フォークウェイズ』青木書店, 1975年 - 上記Folkwaysの部分訳
- 後藤昭次訳『社会進化論　アメリカ古典文庫18』研究社出版, 1975年、本間長世解説

「社会学」、「戦争論」 他の論文。他にレスター・フォード、アンドルー・カーネギーの論考も収録